# Hebeloma atrobrunneum
Hebeloma atrobrunneum är en svampart som beskrevs av Vesterh. 1989. Hebeloma atrobrunneum ingår i släktet fränskivlingar och familjen Strophariaceae.   Inga underarter finns listade i Catalogue of Life.
I den svenska databasen Dyntaxa används istället namnet Hebeloma nigellum för samma taxon.  Arten är reproducerande i Sverige.